# Lalo Arantegui
Gonzalo Arantegui Peñafiel (Zaragoza, 12 de junio de 1977), conocido deportivamente como Lalo, es un exfutbolista y director deportivo español. Como jugador se desempeñaba en la posición de centrocampista. Posteriormente fue director deportivo del Real Zaragoza. En la actualidad trabaja como ojeador deportivo.

## Trayectoria
Jugador formado en la cantera zaragocista, debuta en 1994 con sólo diecisiete años con la Unión Deportiva Casetas, recién ascendido a la Segunda División B de España, categoría en la que disputaría casi toda su carrera deportiva en diversos equipos de toda la geografía española. Además llegó a jugar en Segunda División en el debut de la Sociedad Deportiva Huesca en la categoría, como uno de lo héroes de su ascenso a ésta de la mano de Onésimo. Se retiró dos años después en la Sociedad Deportiva Ejea de la Tercera División de España, pasando a ejercer las labores de director deportivo del equipo tras colgar las botas.
Con su buen hacer en el Ejea como director deportivo, proclamándose su club campeón de grupo y a punto de ascender a Segunda B, el Real Zaragoza lo incorpora a la secretaría técnica del club, entrenado por Manolo Jiménez. Pasaría después a formar parte de la dirección deportiva del Villarreal Club de Fútbol, antes de ser presentado como director deportivo de la Sociedad Deportiva Huesca en sustitución de Luis Helguera. Nuevamente, sus éxitos deportivos le valieron para progresar a un club de mayor categoría, volviendo como máximo responsable de la dirección deportiva del Real Zaragoza, junto con su secretario técnico en el Huesca, José Mari Barba.
En su etapa en el Real Zaragoza alternó aciertos y errores, no consiguiendo ningún año el objetivo marcado por el club: el ascenso del Real Zaragoza a Primera División. En diciembre de 2020, tras doce jornadas sin ganar es destituido.

## Clubes
| Club                 | País   | Año       |
| -------------------- | ------ | --------- |
| U. D. Casetas        | España | 1994-1995 |
| Real Zaragoza "B"    | España | 1995-1998 |
| Levante U. D.        | España | 1998-1999 |
| Águilas C. F.        | España | 1999-2000 |
| C. F. Gandia         | España | 2000      |
| Sevilla F. C. "B"    | España | 2000-2001 |
| F. C. Cartagena      | España | 2001-2002 |
| C. D. Binéfar        | España | 2002-2003 |
| U. B. Conquense      | España | 2003-2006 |
| Cultural Leonesa     | España | 2006-2007 |
| S. D. Huesca         | España | 2007-2009 |
| Águilas C. F.        | España | 2009      |
| Unión Estepona C. F. | España | 2009-2010 |
| S. D. Ejea           | España | 2010-2011 |